# Juan de Dios Huamán Champi
Juan de Dios Huamán Champi (Cusco, 8 de marzo de 1967) es un político peruano. Fue congresista de la república durante el periodo parlamentario 2020-2021.

## Biografía
Nació en Cusco el 8 de marzo de 1967. Cursó sus estudios primarios y secundarios en su ciudad natal. 
Trabaja como conductor de una empresa privada. 

## Vida política
Participó como candidato por el FREPAP en las elecciones municipales de 1998 como candidato a alcalde del distrito de Limatambo, provincia de Anta, sin ganar la elección. En las elecciones del 2002 se presentó, nuevamente sin éxito, como candidato a regidor de la misma municipalidad distrital. En las elecciones del 2006 fue candidato a regidor de la Municipalidad Provincial del Cusco y en las elecciones municipales del 2018, fue candidato a la alcaldía provincial de Anta sin obtener la representación.
Participó en las elecciones parlamantarias del 2020 y fue elegido congresista por el departamento del Cusco por el partido Unión por el Perú.

### Congresista
A dos días de su juramentación como congresista, el 19 de marzo de 2020 durante la cuarentena dispuesta en el Perú por la pandemia de coronavirus, se hizo de conocimiento que Huamán y los también congresistas por el departamento de Cusco Matilde Fernández Flores y Rubén Pantoja Calvo además de 11 familiares directos de este último utilizaron indebidamente un vuelo humanitario que había sido solicitado los congresistas del departamento del Cusco para el traslado exclusivo de personas en estado de necesidad y bajos recursos y que fue realizado a costa del presupuesto del estado peruano. Posteriormente se hizo de conocimiento que este vuelo humanitario no había sido coordinado con las autoridades del departamento del Cusco y no cumplió con los controles de despistaje de infecciones establecidos. El Presidente del Congreso del Perú Manuel Merino también señaló que este hecho debería ser evaluado por la Comisión de Ética del Congreso
Huamán se mostró a favor de la vacancia del presidente Martín Vizcarra durante los dos procesos que se dieron para ello, el segundo de los cuales terminó sacando al expresidente del poder. El congresista apoyó la moción siendo uno de los 105 parlamentarios que votó a favor de la vacancia del presidente Martín Vizcarra.